# Бад-Тацманнсдорф
Бад-Тацманнсдорф (нім. Bad Tatzmannsdorf, угор. Tarcsafürdő, хорв. Tarča) — громада округу Оберварт у землі Бургенланд, Австрія.
Бад-Тацманнсдорф лежить на висоті   м над рівнем моря і займає площу  11,62 км². Громада налічує 1384 мешканців. 
Густота населення 119/км². 
Бад-Тацманнсдорф є водним курортом.  
|                                           |
| Бад-Тацманнсдорф на мапі округу та землі. |

Бургомістом міста є Ернст Карнер.  Адреса управління громади:  7431 Bad Tatzmannsdorf. 

## Демографія
Історична динаміка населення міста за даними сайту Statistik Austria

## Виноски
1. ↑  https://en.m.wikipedia.org/wiki/Bad_Tatzmannsdorf
2. ↑  Dauersiedlungsraum der Gemeinden Politischen Bezirke und Bundesländer - Gebietsstand 1.1.2018 — Статистичне управління Австрії.
3. ↑  Einwohnerzahl 1.1.2018 nach Gemeinden mit Status, Gebietsstand 1.1.2018 — Статистичне управління Австрії.
4. ↑  www.bad-tatzmannsdorf.at. Архів оригіналу за 20 травня 2013. Процитовано 14 листопада 2013.
5. ↑  Gemeindedaten von Bad Tatzmannsdorf. Архів оригіналу за 29 вересня 2007. Процитовано 14 листопада 2013.

| Австрія | Це незавершена стаття з географії Австрії. Ви можете допомогти проєкту, виправивши або дописавши її. |